# یان کچر
یان کچر (لهستانی: Jan Koecher؛ ۱۶ ژانویه ۱۹۰۸ – ۱۱ مه ۱۹۸۱) بازیگر اهل لهستان بود.
از فیلم‌ها یا برنامه‌های تلویزیونی که وی در آن نقش داشته است می‌توان به خاکستر و عروسک اشاره کرد.